# ハック・ウィルソン
ハック・ウィルソン（Lewis Robert "Hack" Wilson，1900年4月26日 - 1948年11月23日） はアメリカ合衆国ペンシルベニア州出身の野球選手（外野手）。右投げ右打ち。MLBシーズン最多打点記録(191打点)保持者。

## 経歴
ペンシルベニア州生まれのウィルソンはメジャーデビュー前はボールドウィンの機関車工場で重いハンマーを振るっていた。それによって、彼の逞しい上半身がつくられた。
1923年ニューヨーク・ジャイアンツでメジャーデビューするも、数年間はマイナーとメジャーを往復する生活を送る。初めの守備位置はキャッチャーだったが足を骨折したのがきっかけで外野手となった。
1925年7月1日20世紀ナショナルリーグ初の1イニング2本塁打を放ち、同年オフにカブスに移籍、名監督ジョー・マッカーシーのもと強打者として実力を発揮。移籍1年目は打率.321、21本塁打、109打点で本塁打王を獲得。1928年まで3年連続本塁打王のタイトルを獲得し、『ナショナルリーグのルース』と呼ばれた。1929年には打点王を獲得し、チームを12年ぶりのリーグ優勝へ導いた。
1930年、チーム打率が.309（ナショナルリーグ全体でも.303という脅威の打者天国だった）という状況の中、ウィルソンはナ・リーグ新記録（当時）の56本塁打を記録、あわせて1927年にルー・ゲーリッグが記録した175打点の大リーグ記録を更新し、191打点を記録した。この191打点は現在も破られておらず、また同時に達成したシーズン56本塁打は1998年にマーク・マグワイアが70本打ってウィルソンの記録を破るまで68年間にわたってナショナル・リーグにおけるシーズン最多本塁打だった。
翌1931年ロジャース・ホーンスビーが兼任監督に就任した頃から成績は下降し、オフに放出。その後ドジャース、フィリーズに移籍しても、二度と1930年のような打棒は蘇らなかった。1934年に現役引退。
引退後、1941年からはボルチモアに居住。軍需工場勤務を経て市の公園管理部で働き、最後は市営プールの管理人を務めていた。1948年11月23日、体調を崩して入院していたボルチモアの市立病院で死去。死因は肺炎様症状の合併症による内出血。晩年は生活苦で、ナ・リーグが葬儀代を送るほどだったという。
1979年に、ベテランズ委員会によってアメリカ野球殿堂入り選手に選出された。

## エピソード
ニックネームの"ハック (Hack) "には諸説あり、小柄ながら筋肉質な体型 (168センチ・86キロ) から、ロシア出身で当時のレスリング世界王者ジョージ・ハッケンシュミットになぞらえて付けられたという説や、1920年代前半にカブスでプレーしていたハック・ミラーから取られたという説などがある。
1931年から成績が急降下したのにはウィルソンの飲酒癖が原因にあったと言われている。当時の監督ジョー・マッカーシーは、ナショナルリーグの首脳陣が「アメリカンリーグはベーブ・ルースの活躍で観客動員数を伸ばしている。ナショナルリーグもルースのような本塁打を量産できるバッターが欲しい」と日頃から言っていたことを受けて、ウィルソンを『ナショナルリーグのルース』にしようと懸命に指導した。指導の甲斐もあり1930年の大活躍に繋がったが、好成績は却って本人には重圧となった。元々小心だったウィルソンは、アルコールなしでは試合に出られないほど衰弱してしまった。最初はベンチの隅で隠れて飲んでいたが、次第に堂々と試合中にウィスキーをあおるようになり（ウィスキーのボトルを抱えたまま外野の守備に付きその間ずっとウィスキーを飲んでいた、という噂まで立った）、試合進行と共にウィルソンは酔っぱらい、試合が終わる頃には立っているのも精一杯の状態になっていたという。その為、とても試合中とは思えないほど酔っぱらって突っ立っているウィルソンの周りをほかの守備陣が必死に走り回っているという異様な光景が繰り広げられたという。
死去する一週間前にCBSのラジオ番組に出演した。その番組でウィルソンは、若者に向けて自分を反面教師にしてほしいと語り、良い人生を送るには生まれ持った才能だけでは不十分で、良い助言（を聞き入れる謙虚な心）や一般常識が必要であると述べた。

## 詳細情報

### 年度別打撃成績 (MLB)
| 年 度      | 球 団      | 試 合 | 打 席 | 打 数 | 得 点 | 安 打 | 二 塁 打 | 三 塁 打 | 本 塁 打 | 塁 打 | 打 点 | 盗 塁 | 盗 塁 死 | 犠 打 | 犠 飛 | 四 球 | 敬 遠 | 死 球 | 三 振 | 併 殺 打 | 打 率 | 出 塁 率 | 長 打 率 | O P S |
| ---------- | ---------- | ----- | ----- | ----- | ----- | ----- | -------- | -------- | -------- | ----- | ----- | ----- | -------- | ----- | ----- | ----- | ----- | ----- | ----- | -------- | ----- | -------- | -------- | ----- |
| 1923       | NYG        | 3     | 10    | 10    | 0     | 2     | 0        | 0        | 0        | 2     | 0     | 0     | 0        | 0     | -     | 0     | -     | 0     | 1     | -        | .200  | .200     | .200     | .400  |
| 1924       | NYG        | 107   | 434   | 383   | 62    | 113   | 19       | 12       | 10       | 186   | 57    | 4     | 3        | 6     | -     | 44    | -     | 1     | 46    | -        | .295  | .369     | .486     | .855  |
| 1925       | NYG        | 62    | 206   | 180   | 28    | 43    | 7        | 4        | 6        | 76    | 30    | 5     | 2        | 4     | -     | 21    | -     | 1     | 33    | -        | .239  | .322     | .422     | .744  |
| 1926       | CHC        | 142   | 614   | 529   | 97    | 170   | 36       | 8        | 21       | 285   | 109   | 10    | -        | 9     | -     | 69    | -     | 6     | 61    | -        | .321  | .406     | .539     | .944  |
| 1927       | CHC        | 146   | 646   | 551   | 119   | 175   | 30       | 12       | 30       | 319   | 129   | 13    | -        | 18    | -     | 71    | -     | 6     | 70    | -        | .318  | .401     | .579     | .980  |
| 1928       | CHC        | 145   | 623   | 520   | 89    | 163   | 32       | 9        | 31       | 306   | 120   | 4     | -        | 24    | -     | 77    | -     | 2     | 94    | -        | .313  | .404     | .588     | .992  |
| 1929       | CHC        | 150   | 670   | 574   | 135   | 198   | 30       | 5        | 39       | 355   | 159   | 3     | -        | 16    | -     | 78    | -     | 2     | 83    | -        | .345  | .425     | .618     | 1.044 |
| 1930       | CHC        | 155   | 709   | 585   | 146   | 208   | 35       | 6        | 56       | 423   | 191   | 3     | -        | 18    | -     | 105   | -     | 1     | 84    | -        | .356  | .454     | .723     | 1.177 |
| 1931       | CHC        | 112   | 458   | 395   | 66    | 103   | 22       | 4        | 13       | 172   | 61    | 1     | -        | 0     | -     | 63    | -     | 0     | 69    | -        | .261  | .362     | .435     | .798  |
| 1932       | BRO        | 135   | 538   | 481   | 77    | 143   | 37       | 5        | 23       | 259   | 123   | 2     | -        | 6     | -     | 51    | -     | 1     | 85    | -        | .297  | .366     | .538     | .904  |
| 1933       | BRO        | 117   | 413   | 360   | 41    | 96    | 13       | 2        | 9        | 140   | 54    | 7     | -        | 1     | -     | 52    | -     | 0     | 50    | 8        | .267  | .359     | .389     | .748  |
| 1934       | BRO        | 67    | 212   | 172   | 24    | 45    | 5        | 0        | 6        | 68    | 27    | 0     | -        | 0     | -     | 40    | -     | 0     | 33    | 5        | .262  | .401     | .395     | .796  |
| 1934       | PHI        | 7     | 23    | 20    | 0     | 2     | 0        | 0        | 0        | 2     | 3     | 0     | -        | 0     | -     | 3     | -     | 0     | 4     | 2        | .100  | .217     | .100     | .317  |
| '34計      | PHI        | 74    | 235   | 192   | 24    | 47    | 5        | 0        | 6        | 70    | 30    | 0     | -        | 0     | -     | 43    | -     | 0     | 37    | 7        | .245  | .383     | .365     | .748  |
| 通算：12年 | 通算：12年 | 1348  | 5556  | 4760  | 884   | 1461  | 266      | 67       | 244      | 2593  | 1063  | 52    | *5       | 102   | -     | 674   | -     | 20    | 713   | *15      | .307  | .395     | .545     | .940  |

- 「-」は記録なし。
- 通算成績の「*数字」は、不明年度がある事を示す。
- 太字はリーグ1位、赤太字はMLB歴代1位。

### タイトル
- 本塁打王：4回 (1926年 - 1928年、1930年)
- 打点王：2回 (1929年、1930年)

### 記録
- シーズン最多打点：191 (1930年)
- 殿堂入り：1979年

### 背番号
- 4 (1932年 - 1934年途中)
- 34 (1934年途中 - 同年)